# Эберхард, Иоганн Август
Иоганн Август Эберхард (нем. Johann August Eberhard; 31.08.1739, Хальберштадт, Германия — 06.01.1809, Галле, Германия) — немецкий философ, протестантский теолог, лингвист. Автор одной из первых новоевропейских историй философии «Всеобщая история философии» (1788).
Ученик Хр. Вольфа.
Учился богословию в Ун-те Галле, где с 1778 года был профессором философии. Член Берлинской академии наук (1786).
Учеником его был Ф. Д. Э. Шлейермахер.
Сперва был учителем, а с 1763 года — пастором. Тайный советник с 1805 года.
Избранные публикации
- Allgemeine Theorie des Denkens und Empfindens, 2nd ed. (Berlin: C. F. Voss, 1786).
- Allgemeine Geschichte der Philosophie (Halle 1788).
- Vorbereitung zur natürlichen Theologie (Halle 1781).
- Sittenlehre der Vernunft (Berlin 1781).
- Theorie der schönen Wissenschaften (Halle 1783).